# Агонь
«Агонь» (стилизуется как «АГОНЬ») — украинская поп-группа, основанная в начале 2016 года бывшими участниками группы «Quest Pistols» Антоном Савлеповым, Никитой Горюком и Константином Боровским.

## История
Группа «Агонь» была создана в начале 2016 года ушедшими из коллектива «Quest Pistols» Антоном Савлеповым, Никитой Горюком и Константином Боровским. Выбор названия для новой группы Константин Боровский объяснил так:
Название родилось спонтанно. Был такой момент, когда мы собрались и кто-то бросил фразу «Новое название должно быть — огонь!». И тут все встрепенулись и закричали: «Огонь! Огонь!». У нас были и другие варианты: «Три гада», «Ребята»… Но лучше не будем палить контору — вдруг названия еще пригодятся. А «Агонь» через «а» — это так называемый «язык подонков», интернет-сленг....
В январе 2016 года группа дебютировала с синглом «Отпусти», слова и музыку для которого написал автор песен «Quest Pistols» Саша Чемеров. В мае 2016 года группа выпустила клип на песню «Каждый за себя». 10 июня того же года группа презентовала свой дебютный альбом «#Ябудулюбитьтебя».
В 2017 году группу покинул Никита Горюк. Он занялся своим личным проектом под названием ZVEROBOY.

## Творчество

### Альбом «#Ябудулюбитьтебя» (2016)
1. Отпусти
2. Каждый за себя
3. Радио «Ночь»
4. Блондин
5. Я буду любить тебя
6. Лето
7. Чувства
8. Супергерой
9. Сердце феи
10. Блестят

### Альбом «ЗАКЛАДКА» (2019)
1. Всем F**k
2. Я хейтер (feat. The Gitas)
3. Найди меня
4. Дочка дилера
5. Другая (feat. Supersonya)
6. Бро (feat. BRVSKI, Morphom & Tonya)
7. Некружит
8. Океан
9. Всем Juke (Dub Beans Remix)

## Видеография
| Год  | Название           |
| ---- | ------------------ |
| 2016 | «Отпусти»          |
| 2016 | «Каждый за себя»   |
| 2016 | «Лето»             |
| 2016 | «Опа Опа»          |
| 2017 | «Супергерой»       |
| 2017 | «Провоцируй»       |
| 2017 | «Беги»             |
| 2018 | «Всем F*CK»        |
| 2018 | «НЕКРУЖИТ»         |
| 2019 | "ТЕБЕ 20"          |
| 2019 | «По тёмным улицам» |
| 2019 | «Бомба»            |
| 2020 | «Продажная любовь» |